# Список населённых пунктов Окницкого района

В соответствии с Законом № 764 от 27.12.2001 об административно-территориальном устройстве Республики Молдова, в состав Окницкого района входит 33 населённых пункта, в том числе:
- 3 города — Окница (рум. Ocnița), Отачь (рум. Otaci), Фрунзе (рум. Frunză);
- 8 сёл, не входящих в состав коммун;
- 22 села, входящих в состав 10 коммун.

| № п/п | Село (коммуна)   | Молдавское название в кириллической транскрипции | Молдавское название в латинской транскрипции | Традиционное название на русском языке |
| ----- | ---------------- | ------------------------------------------------ | -------------------------------------------- | -------------------------------------- |
| 1     | Бырлэдень        | Бырлэдень                                        | Bîrlădeni                                    | Бырладяны                              |
| 2     | Бырлэдень        | Паладя                                           | Paladea                                      | Паладя                                 |
| 3     | Бырлэдень        | Ружница                                          | Rujnița                                      | Ружница                                |
| 4     | Бырнова          | Бырново                                          | Bîrnova                                      | Бырново                                |
| 5     | Кэлэрашеука      | Каларашовка                                      | Calarașovca                                  | Каларашовка                            |
| 6     | Кэлэрашеука      | Берёзовка                                        | Berezovca                                    | Берёзовка                              |
| 7     | Клокушна         | Клокушна                                         | Clocușna                                     | Клокушна                               |
| 8     | Корестэуць       | Корестоуцы                                       | Corestăuți                                   | Корестоуцы                             |
| 9     | Корестэуць       | Стэлинешть                                       | Stălinești                                   | Сталинешты                             |
| 10    | Дынжаны          | Дынжаны                                          | Dîngeni                                      | Дынжаны                                |
| 11    | Дынжаны          | Гринауцы                                         | Grinăuți                                     | Гринауцы                               |
| 12    | Гырбова          | Гырбова                                          | Gîrbova                                      | Гырбова                                |
| 13    | Гринауцы-Молдова | Гринауцы-Молдова                                 | Grinăuți-Moldova                             | Гринауцы-Молдова                       |
| 14    | Гринауцы-Молдова | Гринауцы-Рая                                     | Grinăuți-Raia                                | Гринауцы-Рая                           |
| 15    | Гринауцы-Молдова | Большой Редю                                     | Rediul Mare                                  | Большой Редю                           |
| 16    | Хэдэрэуць        | Хэдэрэуць                                        | Hădărăuți                                    | Ходороуцы                              |
| 17    | Ленкауцы         | Ленкауцы                                         | Lencăuți                                     | Ленкауцы                               |
| 18    | Ленкауцы         | Вережены                                         | Verejeni                                     | Вережены                               |
| 19    | Липник           | Липник                                           | Lipnic                                       | Липник                                 |
| 20    | Липник           | Паустова                                         | Paustova                                     | Паустово                               |
| 21    | Мерешеука        | Мерешовка                                        | Mereșeuca                                    | Мерешовка                              |
| 22    | Михалашаны       | Михалашаны                                       | Mihălășeni                                   | Михалашаны                             |
| 23    | Михалашаны       | Гринауцы                                         | Grinăuți                                     | Гринауцы                               |
| 24    | Наславча         | Наславча                                         | Naslavcea                                    | Наславча                               |
| 25    | Окница           | Окница                                           | Ocnița                                       | Окница                                 |
| 26    | Окница           | Маёвка                                           | Maiovca                                      | Маёвка                                 |
| 27    | Саука            | Савка                                            | Sauca                                        | Савка                                  |
| 28    | Унгурь           | Унгры                                            | Unguri                                       | Унгры                                  |
| 29    | Вэлчинец         | Вэлчинец                                         | Vălcineț                                     | Волчинец                               |
| 30    | Вэлчинец         | Кодряны                                          | Codreni                                      | Кодряны                                |